# تسوتومو شيمومورا
تسوتومو شيمومورا (باليابانية: 下村努؛ بالكانا: しもむら つとむ) هو فيزيائي وعالم حاسوب ياباني، ولد في 23 أكتوبر 1964 في ناغويا في اليابان.

## وصلات خارجية
- تسوتومو شيمومورا على موقع IMDb (الإنجليزية)
- تسوتومو شيمومورا على موقع إن إن دي بي (الإنجليزية)
- تسوتومو شيمومورا على موقع قاعدة بيانات الفيلم (الإنجليزية)
- تسوتومو شيمومورا على موقع كينوبويسك (الروسية)